# Sanningen om Rory
Sanningen om Rory (originaltitel The Crow Road) är en BBC-producerad TV-serie från 1996 om en ung man i Skottland och hans farbror Rorys mystiska försvinnande. Serien är baserad på boken The Crow Road av Iain Banks. Den har visats i svensk television.